# ブリジット・ライリー (ボクサー)
ブリジット・ライリー（Bridgett Riley、1973年5月13日 - ）は、アメリカ合衆国・ミズーリ州セントルイス出身の元女子プロボクサー。

## 来歴
1990年代前半にキックボクサーとして世界王座に君臨するなど活躍。
その後ボクシングに転向して、1994年4月8日、対イボンヌ・トレビーノ戦でデビュー。判定勝利。
デビュー2連勝後、テレサ・アーノルドに連敗。
1998年2月15日、トレビーノが持つIFBA世界バンタム級王座に挑み、3-0判定でタイトル獲得。一時はドン・キングのプロモートを受けていた。
6月26日にAicha Lahsen相手に初防衛戦。1Rでダウンを喫するが、9R逆転TKOで初防衛。直後に王座返上。
その後も勝ち星を積み重ねていくが、2002年11月14日、Para Draineに敗れる。
2003年1月18日、Angie Bordelonに勝利して再起を果たし、5月4日にはNicole GallegosにTKO勝利もこの試合を最後に引退。
現在はスタントウーマンに転向。多数の映画・テレビドラマのスタントをこなしている。キックボクサー時代にもパワーレンジャーシリーズにてイエローレンジャーのスーツアクターを務めたこともある。

## 戦績
- 18戦15勝（7KO）3敗

## 獲得タイトル
- IFBA世界バンタム級

## 出演作品

### 映画
- パワーレンジャー・映画版 Mighty Morphin Power Rangers: The Movie(1995) - イエローレンジャー（変身前のスタントも担当）、ウーズマン
- スペース・トラッカー Space Truckers(1997)
- ゴースト・オブ・マーズ Ghosts of Mars(2001)
- アバター -Avatar (2009) - モーション・キャプチャー
- G.I.ジョー G.I. Joe: The Rise of Cobra(2009) - スタントダブル（シエナ・ミラー）
- アイアンマン2 Iron Man 2(2010) - スタントダブル（スカーレット・ヨハンソン）

### テレビドラマ
- マイティ・モーフィン・パワーレンジャー Mighty Morphin Power Rangers(1993 - 1995) - イエローレンジャー（変身前のスタントも担当）、ピンクレンジャー（変身前のスタントも担当）、ゴーレム、Zゴーレム
- WMAC Masters(1996) - ベイビードール役